# Phelsuma klemmeri
A Phelsuma klemmeri a hüllők (Reptilia) osztályának pikkelyes hüllők (Squamata) rendjébe, ezen belül a gekkófélék (Gekkonidae) családjába tartozó faj.

## Előfordulása
A Phelsuma klemmeri Madagaszkár egyik endemikus gyíkfaja. Két elkülönült területen található meg. E gekkófaj teljes elterjedési területe, csak 955 négyzetkilométernyi területet foglal magába. 400 méteres tengerszint fölötti magasságban is előfordul.
A kis méretű előfordulási területe és az emberi tevékenységek veszélyeztetik a fajt.

## Megjelenése
A gyík feje sárgás, míg háti része zöldes-barnás színű. Szeme és fülei feketék. A test oldalán a fül mögötti résztől, egészen a hátsó láb tövéig fekete sáv fut. Farka ugyanolyan hosszú, mint a fej-testhossza együttvéve; azaz összesen, körülbelül 10 centiméteres az állat.

## Életmódja
Ez a gekkófaj egyaránt megtalálható a nedves erdőkben és a lombhullató erdőkben is, azzal a feltétellel, hogy az erdő tartalmazzon bambuszt is. A bambusz létfontos a számára, mivel elsősorban ide bújik el és ide rakja le a tojásait is. Fákra mászva is észrevették a biológusok. Előfordulásának északnyugati részein a falvakba is bemerészkedik. Főleg a nappal hűvösebb részein tevékeny, például reggel, késő délután, vagy eső után.
A fogságban jól szaporodik.

## A bristoli állatkertben

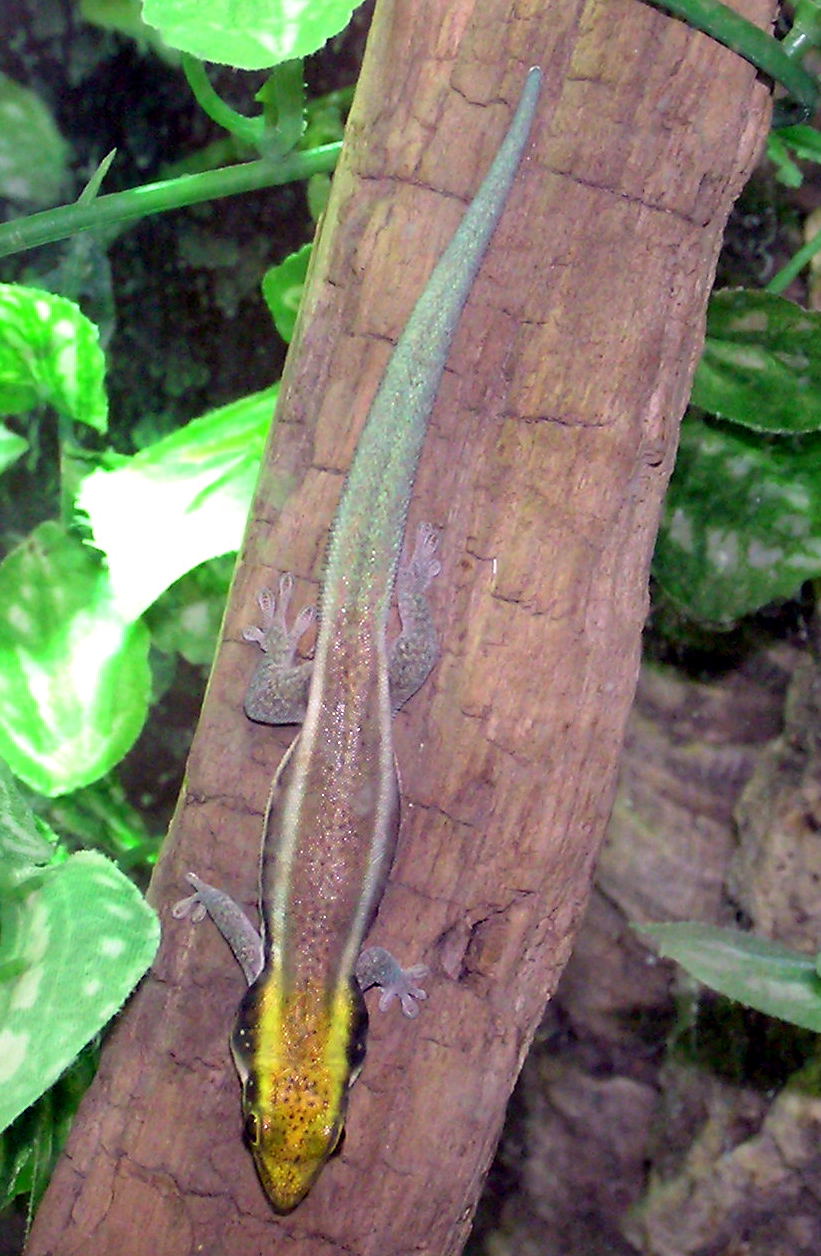